# التكيف الخلوي
التكيف الخلوي (بالإنجليزية: cellular adaptaion)‏ في بيولوجيا الخلية والفيزيولوجيا المرضية يشير إلى التغييرات التي تجريها الخلية في الاستجابة للتغيرات البيئية الضارة. قد يكون التكيف طبيعيا أو مرضيا، وينقسم التكيف إلى خمسة أنواع رئيسية وهي الضمور (بالإنجليزية: ضمور)‏، والتضخم (بالإنجليزية: hypertrophy)‏، والفرط التنسجي (بالإنجليزية: فرط تنسج)‏، خلل تنسجي(بالإنجليزية: Dysplasia)‏، والحؤول (بالإنجليزية: metaplasia)‏. 

## الضمور
هو انكماش أو تقلص في حجم الخلية نتيجة لفقدان مواد من داخل الخلايا، (إذا أصاب الضمور أكثر من خلية فإنه يمكن القول بأن العضو في حالة ضمور) ويجب الملاحظة بأن ضمور الخلايا لا يعني موتها. مسببات الضمور تتضمن الطفرات (التي من الممكن أن تدمر الجين المسؤول عن بناء العضو)، سوء التغذية، الانخفاض في إمداد الدم، فقدان التحفيز الهرموني، خسارة التعصيب (تزويد بأعصاب) للعضو المحدد، استماتة كميات كبيرة من الخلايا، قلة التمارين أو مرض متأصل في الأنسجة نفسها. المدخلات الهرمونية والعصبية التي تحافظ على العضو أو جزء من الجسم يشار لها في المهنة الطبية بالتغذية. التغذية تصف الحالة الغذائية للأنسجة. تضاءل التغذية العضلية يرمز لهل بالضمور.

## التضخم
هو عملية زيادة حجم الخلايا مما قد يؤدي إلى زيادة حجم العضو في النهاية

## فَرْطُ التَّنَسُّج
هو زيادة عدد الخلايا في عضو أو نسيج مما يؤدي إلى زيادة في حجمه بسبب زيادة في حِمْل العمل الوظيفي (Functional workload or demand) على العضو أو النسيج، حَث هرموني، أو نقص في كثافة النسيج نفسه.

## خلل التنسّج
هي كلمة مشتقة من الأصل الإغريقي: "Dys" بمعنى «سيء» أو «صعب»/ و"plasis" بمعنى «تشكّل». وهو مفهوم يستخدم في علم الأمراض، ليصف شذوذا في التطوّر أو خللا ظهاريا (epithelial) في النمو والتمايز (خلل التنسّج الظّهاري).

## الحؤول
هو استبدال خلايا متمايزة (differentiated cells) من نوع معين بخلايا متمايزة من نوع آخر. الحوؤل مختلف عن خلل التنسج كما أنه مختلف عن السرطان.